# Corvo-marinho
Corvo-marinho, biguá (no Brasil), calilanga, galheta, induro ou cormorão, é a designação de diversas aves marinhas suliformes (tradicionalmente eram classificadas nos pelecaniformes) da família Phalacrocoracidae. O grupo tem cerca de 40 espécies, pertencentes a sete géneros diferentes (ver abaixo).
Os corvos-marinhos têm plumagem preta, cinza ou bronzeada, por vezes com peito e ou garganta brancos. As espécies do Hemisfério Sul são menos escuras e mais coloridas que as do Hemisfério Norte. O pescoço é longo e disposto em S e o bico termina encurvado para baixo. São aves de médio a grande porte. Tal como os outros suliformes as patas são palmígradas, com os quatro dedos unidos por uma membrana interdigital. Ao contrário da maioria das aves aquáticas, as penas do corvo-marinho não são impermeáveis. Após vários mergulhos, a ave regressa a um pouso seco e abre as asas de forma a secar.
Os corvos-marinhos reproduzem-se uma vez por ano em colónias barulhentas, situadas em zonas costeiras. As crias são alimentadas por regurgitação por ambos os progenitores.
No Japão e China, é tradicional o uso de corvos-marinhos na pesca artesanal, de uma forma análoga à caça com falcões desenvolvida na Europa da Idade Média. Outra utilização humana dos corvos-marinhos consiste na recolha do guano (excrementos das aves) nas colónias, para uso como fertilizante agrícola. Esta actividade faz-se principalmente no Peru, com o Leucocarbo bougainvillii.

## Géneros e espécies
São actualmente reconhecidas 42 espécies:
- Microcarbo
  - Corvo-marinho-pigmeu, Microcarbo pygmaeus
  - Corvo-marinho-africano, Microcarbo africanus
  - Corvo-marinho-coroado, Microcarbo coronatus
  - Corvo-marinho-javanês, Microcarbo niger
  - Corvo-marinho-de-bico-curto, Microcarbo melanoleucos
- Poikilocarbo
  - Corvo-marinho-de-patas-vermelhas, Poikilocarbo gaimardi
- Urile
  - Corvo-marinho-de-garganta-azul, Urile penicillatus
  - Corvo-marinho-de-faces-vermelhas, Urile urile
  - Corvo-marinho-pelágico, Urile pelagicus
  - Corvo-marinho-de-lunetas, Urile perspicillatus †
- Phalacrocorax
  - Corvo-marinho-dos-baixios, Phalacrocorax neglectus
  - Corvo-marinho-de-socotra, Phalacrocorax nigrogularis
  - Corvo-marinho-de-pitt, Phalacrocorax featherstoni
  - Corvo-marinho-de-pintas, Phalacrocorax punctatus
  - Corvo-marinho-da-tasmânia, Phalacrocorax fuscescens
  - Corvo-marinho-alvinegro, Phalacrocorax varius
  - Corvo-marinho-preto, Phalacrocorax sulcirostris
  - Corvo-marinho-indiano, Phalacrocorax fuscicollis
  - Corvo-marinho-do-cabo, Phalacrocorax capensis
  - Corvo-marinho-japonês, Phalacrocorax capillatus
  - Corvo-marinho-de-peito-branco, Phalacrocorax lucidus
  - Corvo-marinho-de-faces-brancas, Phalacrocorax carbo
- Gulosus
  - Corvo-marinho-de-crista, Gulosus aristotelis
- Nannopterum
  - Cormorão-das-galápagos, Nannopterum harrisi
  - Biguá, Nannopterum brasilianus
  - Corvo-marinho-de-orelhas, Nannopterum auritum
- Leucocarbo
  - Corvo-marinho-de-magalhães, Leucocarbo magellanicus
  - Corvo-marinho-do-guano, Leucocarbo bougainvillii[1]
  - Corvo-marinho-das-bounty, Leucocarbo ranfurlyi [1]
  - Corvo-marinho-maori, Leucocarbo carunculatus [1]
  - Corvo-marinho-das-chatham, Leucocarbo onslowi [1]
  - Corvo-marinho-de-otago, Leucocarbo chalconotus [1]
  - Corvo-marinho-das-auckland, Leucocarbo colensoi [1]
  - Corvo-marinho-das-campbell, Leucocarbo campbelli [1]
  - Corvo-marinho-imperial, Leucocarbo atriceps[1]
  - Corvo-marinho-da-geórgia-do-sul, Leucocarbo georgianus[1]
  - Corvo-marinho-das-crozet, Leucocarbo melanogenis [1]
  - Corvo-marinho-antárctico, Leucocarbo bransfieldensis
  - Corvo-marinho-das-kerguelen, Leucocarbo verrocosus [1]
  - Corvo-marinho-da-ilha-heard, Leucocarbo nivalis [1]
  - Corvo-marinho-de-macquarie, Leucocarbo purpurascens [1]

† - representa táxon extinto